# 1998年美國
|        | 美國歷史 \| 美國歷史年表                                                                                                   |
| 世紀： | 19世紀美國 \| 20世紀美國 \| 21世紀美國                                                                                     |
| 年代： | 1960年代美國 \| 1970年代美國 \| 1980年代美國 \| 1990年代美國 \| 2000年代美國 \| 2010年代美國 \| 2020年代美國               |
| 年份： | 1994年美國 \| 1995年美國 \| 1996年美國 \| 1997年美國 \| 1998年美國 \| 1999年美國 \| 2000年美國 \| 2001年美國 \| 2002年美國 |
| 紀年： | 美国独立222周年 |

## 聯邦政府

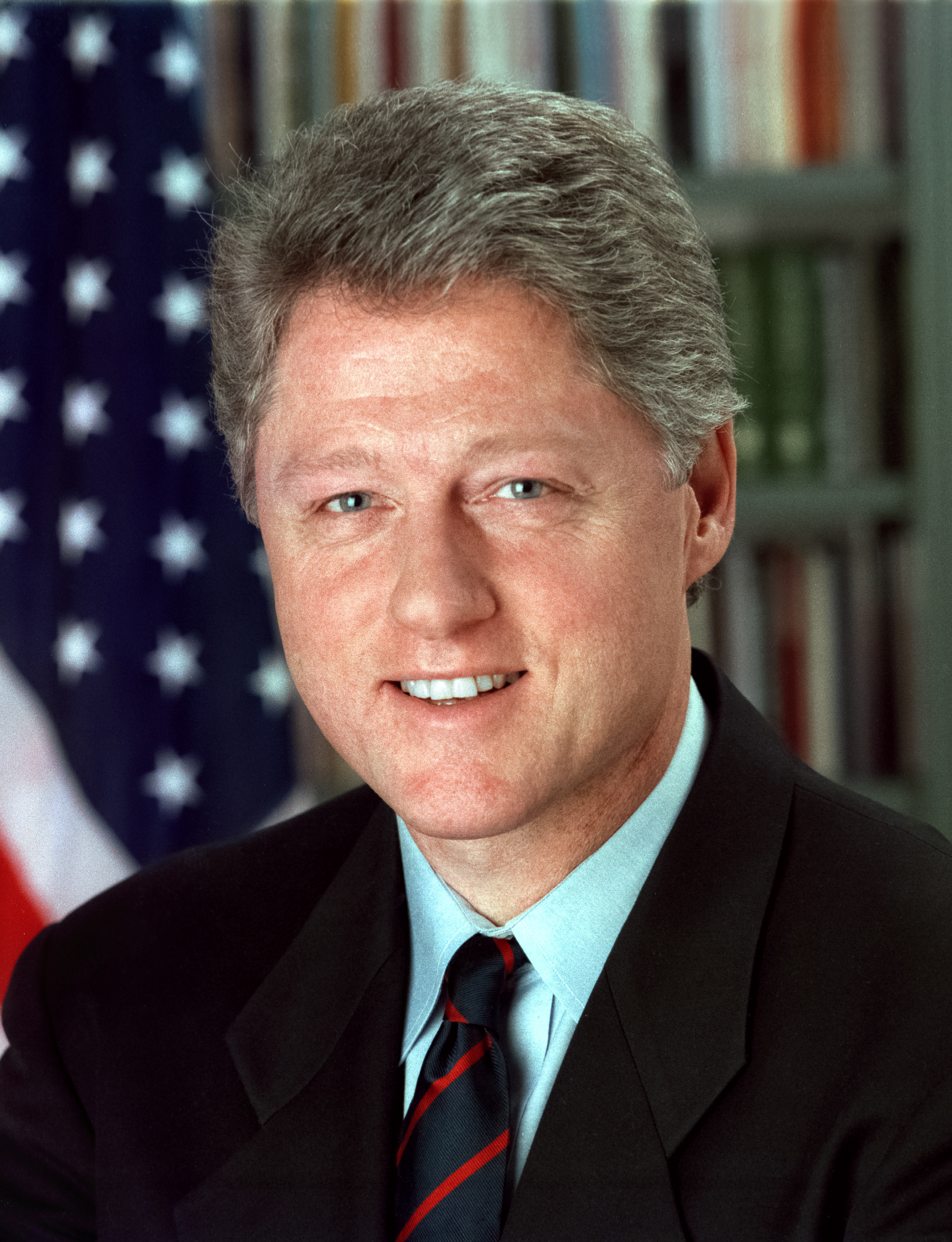
總統：比尔·克林顿
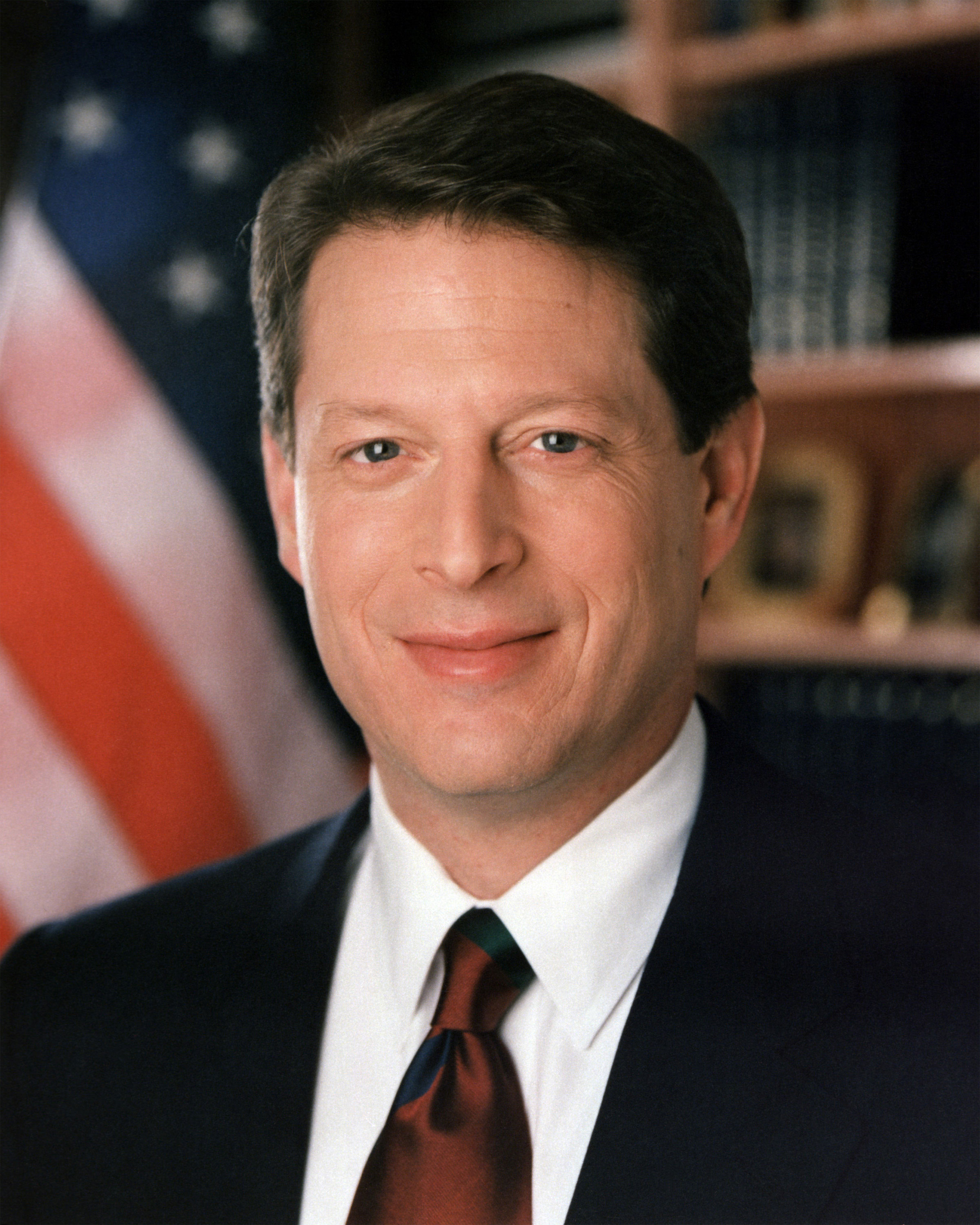
副總統：阿尔·戈尔
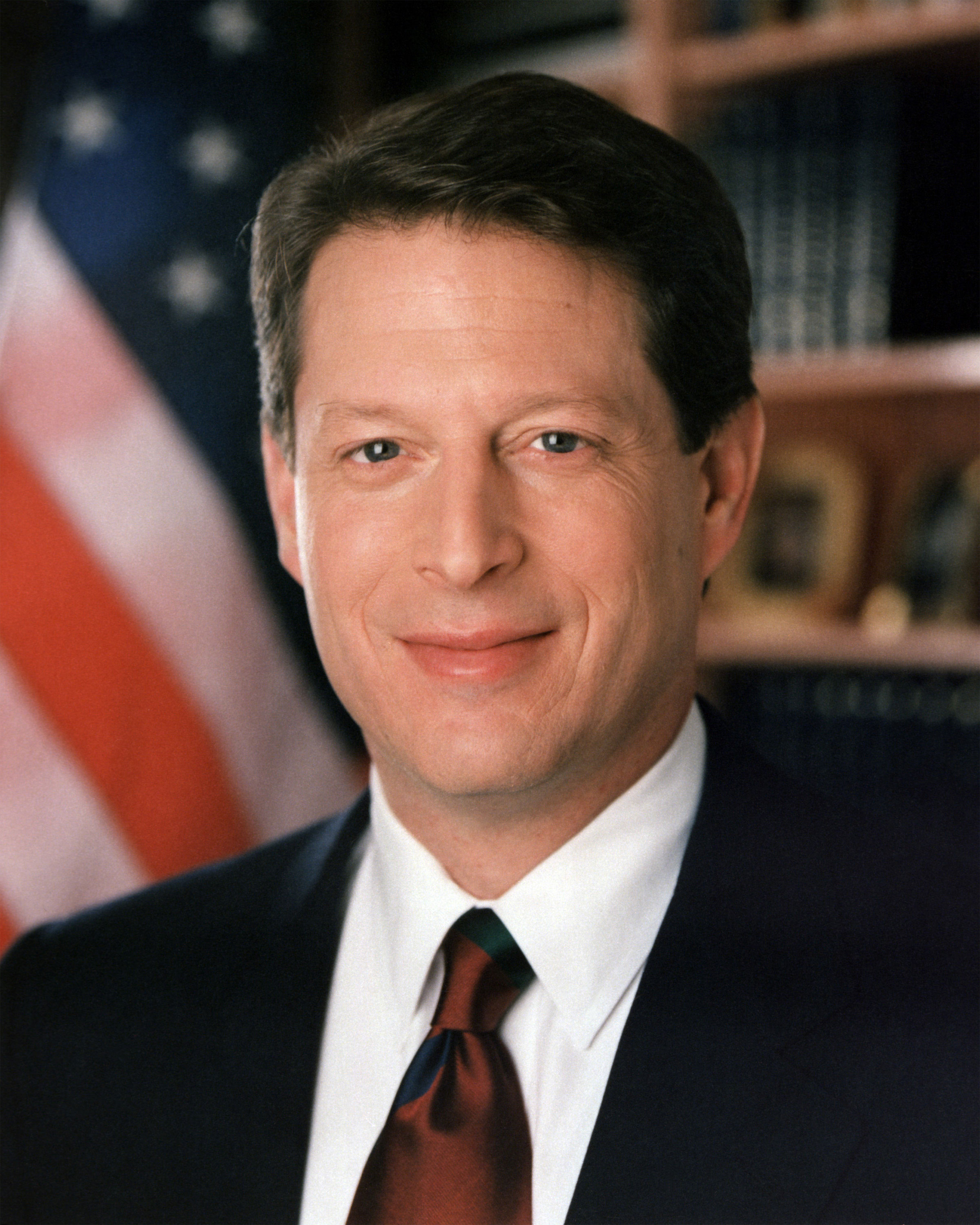
參議院議長：艾爾·高爾（副總統兼任）
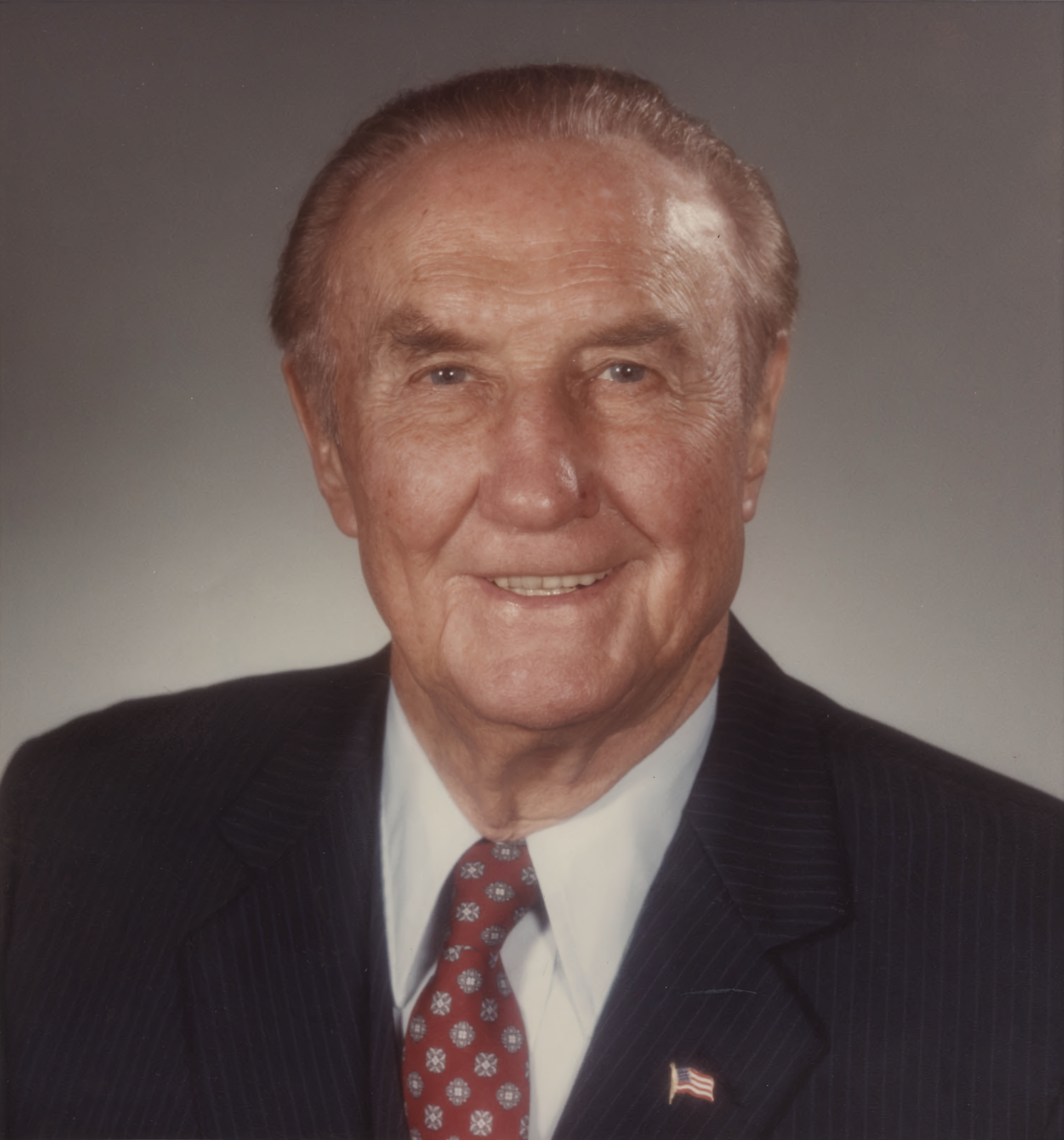
參議院臨時議長：斯特罗姆·瑟蒙德
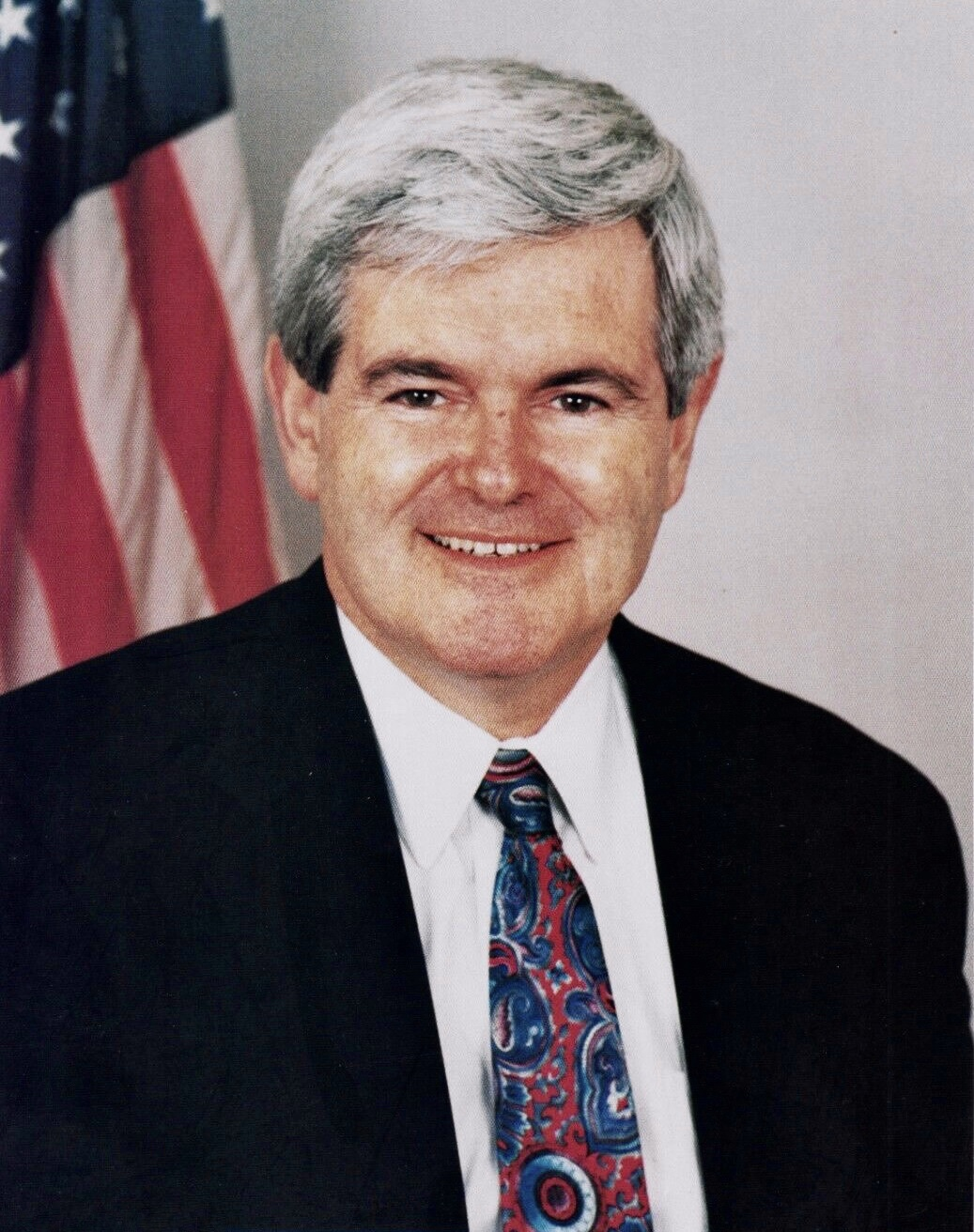
眾議院議長：紐特·金里奇
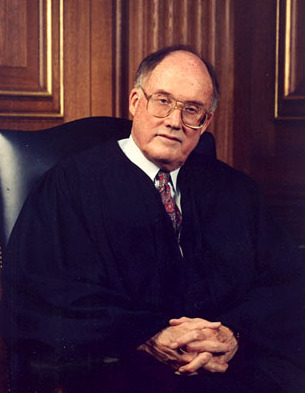
首席大法官：威廉·伦奎斯特

## 大事記

### 2月
- 2月13日——美國太空人成功改造哈勃太空望遠鏡。

### 8月
- 8月7日——美国驻坦桑尼亚和肯尼亚大使馆先后发生爆炸，共造成224人不幸遇难，超过4500人受伤。
- 8月17日——美國總統克林顿坦承和莱温斯基發生過不正当关系。

### 11月
- 11月24日——美国在线收购網頁瀏覽器网景。

### 12月
- 12月16日——美國總統柯林頓下令美軍及英軍空襲伊拉克。
- 12月19日——美國眾議院以228票贊成，206票反對通過克林頓彈劾案，克林頓成為第二位被國會彈劾的總統。